# Corallus batesii
Espèce
Synonymes
- Chrysenis batesi Gray, 1860
- Corallus batesi (Gray, 1860)

Statut CITES
Corallus batesii est une espèce de serpents de la famille des Boidae.

## Répartition
Cette espèce se rencontre en Colombie, en Équateur, au Pérou, en Bolivie et en Amazonas au Brésil. Elle a été observée du niveau de la mer à 1 000 m d'altitude.

## Étymologie
Cette espèce est nommée en l'honneur de Henry Walter Bates.

## Publication originale
- Gray, 1860 : Description of a new genus of Boidae discovered by Mr. Bates on the Upper Amazon. Annals and Magazine of Natural History, sér. 3, vol. 6, p. 131-132 (texte intégral).